# 马蒂亚斯·曼
马蒂亚斯·曼（Matthias Mann，1959年10月10日—），德国物理学家和生物化学家，主要研究质谱及其在蛋白质组学中的应用。他是在马克斯·普朗克生物化学研究所主任。2012年，获路易斯-让泰医学奖。
曼在哥廷根大学学习了物理和数学。1988年在耶鲁大学诺贝尔奖得主约翰·芬恩指导下以研究超高分子量化合物的质谱获博士学位。随后，他在南丹麦大学做博士后研究，1992-1997年任欧洲分子生物学实验室（EMBL）的领导者。1998年到2005年任南丹麦大学教授。自2003年以来，他是马克斯·普朗克研究所会员、马克斯·普朗克生物化学研究所主任。他也在哥本哈根大学进行研究。
曼开发了一种质谱法以快速确定一个人体细胞中的蛋白质。他利用了芬恩博士的电喷雾过程，其中的静电电压用于分离蛋白质，因为传统质谱仪中热蒸发的方法用于蛋白质是不可能的。2008年，他与他的团队成功破译了酵母细胞的4400种关键的蛋白质，并参与了国际人类蛋白质组计划。该方法还为医学诊断开辟了新的可能性，因为蛋白质在疾病细胞中的变化可以作为鉴定疾病的“指纹”。该方法有望为癌症的诊疗带来革命。